# 1-528КП-82
1-528КП-82 — советская типовая серия кирпичных жилых домов, строившихся в СССР в период 1975—1985 годов. Дома серии 1-528КП-82 получили народное прозвище «ледоколы» за клинообразную форму центральной лоджии.

## Описание
Серия представляет собой 16-этажные «точечные» кирпичные здания на 110 квартир, имеющие слегка изогнутую форму. Внешние стены из неоштукатуренного кирпича красного или серо-розового цвета.
В стандартной планировке на этажах по 7 квартир: три 1-комнатные по 37 ÷ 40 м2 (жилая комната 16 ÷ 19 м2), две 2-комнатные по 42 ÷ 43 м2 и две 3-комнатные по 62 м2. Площадь кухни от 7 м2, в однокомнатных квартирах больше. Санузел раздельный. Высота потолков 2,5 м. Во всех квартирах относительно большая прихожая, кладовки и стенные шкафы, просторная лоджия (в многокомнатных квартирах по две лоджии). Значительная часть комнат и все лоджии нестандартной, отличной от прямоугольной, формы. Проходные комнаты не встречаются. В 2-комнатных квартирах смежно-изолированная планировка.
Дома оснащены двумя лифтами — пассажирским и грузовым с глубокой кабиной и мусоропроводом. Чёрная лестница сообщается с лифтовой площадкой через лоджию. На первом этаже очень часто размещается консьерж.
Разработчик проекта — ЛенНИИпроект. Серия строилась с 1975 по 1997 год. После 1985 года в проекте была уменьшена ширина окон квартир, изменилось оформление верхней части здания. В обзорах недвижимости такие дома относят к категории «современный кирпич».

## Распространение
Дома этой серии строились в Санкт-Петербурге, Всеволожске, Ярославле, Волгограде и Таллине.

### Фотогалереи и базы данных
- Список домов проекта 1-528КП-82-1.
  - Список домов проекта 1-528КП-82-1/80.